# Combat de Boulogne
Le combat de Boulogne est une bataille navale du Premier Empire qui s'est déroulée le 18 juillet 1805 au large de Boulogne et qui fait partie des Combats du rassemblement de l'Armée des côtes de l'Océan.

## Contexte
Alors que la France se préparait à envahir l’Angleterre et concentrait son Armée des côtes de l'Océan dans la région de Boulogne, le ralliement à Boulogne, Etaples, Wimereux et Ambleteuse de plus de 2 000 embarcations de débarquement expédiées de tous les points des côtes de France et de Hollande donna lieu à plusieurs batailles navales dont la majorité se soldèrent par une victoire française. Aussi, malgré leurs efforts les Britanniques ne purent empêcher la mise en place de la Flottille de Boulogne.

## Déroulé
Le combat oppose plusieurs divisions françaises (21 canonnières et 3 prames) sous les ordres de l'amiral Lacrosse à l'escadre de blocus de la Royale Navy composée d'une cinquantaine de navires britanniques sous les ordres de l'amiral Sidney Smith.
Afin de permettre l'arrivée à Ambleteuse de la flottille batave commandée par l’amiral Ver-Huell et empêcher son attaque ou sa prise par l'escadre britannique, l'amiral Lacrosse fit appareiller, le 18 au point du jour, plusieurs divisions des bâtiments qui formaient la ligne d’embossage dans la rade de Boulogne dans le but de réaliser une diversion. Les cannonières française se portèrent au large comme pour attaquer la station anglaise de blocus à son mouillage et l'empêcher de réaliser sa mission d'interdiction de circulation maritime dans ce secteur. La flottille française, trop faible pour vaincre la flotte de blocus, avait pour objectif d'attirer les Anglais à proximité des batteries côtières.
Voyant arriver les Français, les Anglais levèrent l'ancre et vinrent à la rencontre de la flottille française. La bataille commença. Les divisions françaises, après avoir fait pendant quelque temps un feu très vif sur les bâtiments anglais, se replièrent vers la ligne d’embossage afin d’attirer les Anglais à portée de cette ligne et des batteries de terre. Mais ceux-ci, dès que les bombes les approchèrent, reprirent le large. Les divisions françaises les y suivirent à nouveau et revirèrent ensuite vers leurs lignes pour les y attirer. Cette manœuvre de la flotrille française produisit la diversion attendue et une partie de l'escadre anglaise fut ainsi fixée. Elle ne put participer à l'interception du convoi de Ver-Huell.
Vers 15h, l'amiral Ver-Huell appareilla de la rade de Calais et prit la tête de son convoi en plaçant les prames à l’arrière-garde. Le maréchal Davout était à bord du navire de l'amiral. Sous les caps Blanc-Nez et Griz-Nez, une première partie de l'escadre britannique composée d'une vingtaine de bâtiments anglais intercepta le convoi, mais, ne pouvant l'arrêter , s'éloigna toutes voiles dehors pour se rallier au reste de l'escadre qui attendait l'amiral Ver-Huell sous le cap Griz-Nez et dans l'espace situé entre les deux caps. Ces forces unies se montaient à une cinquantaine de bâtiments, vaisseaux de ligne, frégates, corvettes, bombardes et bricks, portant plus de 900 bouches à feu, tandis que les 21 canonnières et les trois prames n’en alignaient que 200.
A la hauteur du Wissant, l'attaque recommença en utilisant d'abord la mitraille. Mais la flottille franco-batave, à fonds plats, avait réussi à entrer dans un canal étroit situé entre la côte et le banc à Laine. Les navires anglais, étant obligés de se tenir au large de ce banc, le combat se poursuivit aux boulets. Sous le cap Gris-Nez, où les plus gros vaisseaux pouvaient approcher de terre jusqu'à portée de pistolet, la bataille devint plus chaude. Tous les bâtiments anglais se concentrèrent pour empêcher les franco-bataves de doubler ce cap. Les uns les combattaient par le travers, les autres cherchaient à leur barrer le passage et à envelopper la tête de leur ligne. Malgré le feu le plus vif à mitraille, la canonnière montée par Ver-Huell et Davoust parvirent à doubler le cap. Toute la colonne suivit ce mouvement et s'avança en bon ordre vers la rade d’Ambleteuse en serrant la côte à la distance d’un jet de pierre. Les Anglais, quoique certains alors de ne pouvoir empêcher la flottille d'atteindre la rade, continuèrent de l'accompagner jusqu’à son mouillage en lui envoyant bordée sur bordée à bout portant. Ilss'éloignèrent lorsqu'elle eut jeté l'ancre. Cependant, après avoir couru vers le large, ils se ravisèrent et revinrent attaquer la flottille au mouillage. Mais les bâtiments franco-bataves se trouvaient alors en position favorable pour se défendre et les navires anglais renoncèrent vite à cette attaque inutile pour décrocher rapidement.

## Conséquences
La Royal Navy ne put empêcher le convoi de passer.